# Galina Gaida
Galina Gaida (russisch Галина Гайда, engl. Transkription Galina Gayda; * 28. Februar 1936 in Moskau) ist eine ehemalige russische Sprinterin, die für die Sowjetunion startete.
Bei den Olympischen Spielen 1964 in Tokio wurde sie Vierte in der 4-mal-100-Meter-Staffel. Über 100 m erreichte sie das Viertelfinale, und über 200 m schied sie im Vorlauf aus.

## Persönliche Bestzeiten
- 100 m: 11,6 s, 1964
- 200 m: 24,0 s, 1964